# Rescate Venezuela
Rescate Venezuela (RV) es una plataforma sin ánimo de lucro fundada a comienzos de 2016 por la activista de derechos humanos Lilian Tintori. Fue creada, en primera instancia, con el objetivo de recolectar insumos médicos y repartirlos en las distintas regiones de Venezuela, como respuesta a la crisis humanitaria que actualmente padece el país.

## Historia
A partir de 2017 Rescate Venezuela se diversificó hacia la asistencia médico-odontológica básica y otros proyectos que comprendenden entrega de platos de comida y la instalación de tanques comunitarios de agua potable. 
En estimaciones de la FAO, Venezuela es en la actualidad el segundo país con mayor proporción de personas subalimentadas en América Latina. Otras cifras de la crisis se reflejan en datos como: 87% de pobreza; 90% de escasez en medicinas e insumos médicos a nivel nacional; 71% de la población no recibe agua todos los días.
Esta iniciativa surgió luego de la recolecta de insumos médicos en 11 ciudades del mundo, los cuales fueron entregados a hospitales, casas hogar y fundaciones en Venezuela. 
En 2018 se inician los «Campamentos Humanitarios» y en 2019 las llamadas «Jornadas de Higiene» y «Visitas Humanitarias».
Entre febrero y agosto de 2019 se realizaron: 141 «Campamentos Humanitarios»; 32 jornadas de higiene y 31 «Visitas Humanitarias», con un total de 133.000 beneficiados en los 24 estados del país.
RV es a su vez integrante de la «Coalición Ayuda y Libertad», la cual agrupa a diferentes organizaciones de derechos humanos.

## Misión y objetivos
Misión de Rescate Venezuela:

Aliviar el sufrimiento y la necesidad de los venezolanos frente a la emergencia humanitaria compleja que atraviesa el país. Reuniendo datos y estadísticas de la crisis, visibilizando y denunciando los casos de las personas afectadas, gestionando proyectos humanitarios en el área de higiene y salud y generando redes de cooperación y solidaridad, que permitan conseguir, ingresar y distribuir la ayuda humanitaria en todo el país, principalmente en los sectores más vulnerables y necesitados.

Objetivos:
- Visibilizar y denunciar la emergencia humanitaria en Venezuela y exigir se abra un «Canal Humanitario» para atender a la población.
- Ayuda a individuos y otras organizaciones no gubernamentales, brindando insumos médicos y alimento.
- La ejecución de proyectos focalizados en la población que vive bajo pobreza extrema, así como atender la crisis humanitaria.